# علم الأورام النسائي (مجلة)
مجلة علم الأورام النسائي هي مجلة طبية خاضعة لمراجعة الأقران تغطي جميع جوانب علم الأورام النسائي.

## روابط خارجية
- الموقع الرسمي